# Boianu Mare (gmina)
Boianu Mare – gmina w Rumunii, w okręgu Bihor. Obejmuje miejscowości Boianu Mare, Corboaia, Huta, Păgaia i Rugea. W 2011 roku liczyła 1343 mieszkańców.